# Noah Holm
Noah Emmanuel Jean Holm (Drammen, 23 maggio 2001) è un calciatore norvegese, attaccante del Rosenborg.

## Biografia
Figlio del calciatore David Nielsen, è in possesso della cittadinanza danese. È inoltre d'origine congolese, sempre da parte paterna.

## Caratteristiche tecniche
Di ruolo centravanti, Holm è un calciatore completo in grado di essere sia un riferimento per il compagni al centro dell'attacco che di svariare per tutto il fronte offensivo. Dotato di un tiro secco e potente, sa rendersi pericoloso anche dalla media distanza. Forte fisicamente ma comunque veloce, è stato paragonato a John Carew.

## Carriera

### Club
Cresciuto nelle giovanili di Løv-Ham e Fyllingsdalen, quando il padre David Nielsen è diventato assistente di Ronny Deila allo Strømsgodset, anche Holm lo ha seguito a Drammen. Nel 2016 ha firmato un contratto professionistico con lo Strømsgodset , diventando il più giovane calciatore della storia del club a farlo. Il 7 febbraio 2017, lo Strømsgodset ha reso noto d'aver ceduto il giocatore al RB Lipsia, a partire dal 1º luglio successivo.
Rimasto nelle giovanili del club tedesco per tre stagioni, in data 7 luglio 2020 è passato ai portoghesi del Vitória Guimarães a parametro zero. Il giocatore ha firmato un contratto quadriennale con il nuovo club, che per lui ha fissato una clausola rescissoria a 50 milioni di euro.
Il 18 settembre 2020 ha quindi esordito in Primeira Liga, subentrando a Lyle Foster nella sconfitta casalinga subita per 0-1 contro il Belenenses SAD.
Il 28 luglio 2021, Holm è stato ingaggiato dal Rosenborg: il giocatore ha scelto di vestire la maglia numero 18 e ha firmato un contratto valido per i successivi tre anni e mezzo con il nuovo club. Il trasferimento sarebbe stato valido a partire dal 1º agosto, data di riapertura del calciomercato locale.
Il 1º settembre 2022 si è trasferito ai francesi dello Stade Reims in prestito, con diritto di riscatto.

### Nazionale
Eleggibile sia per rappresentare la Norvegia che la Danimarca, Holm ha scelto di giocare per i primi. Questa decisione ha provocato il disappunto della federazione danese, con Flemming Berg – responsabile dello sviluppo della stessa – che ha esternato la sua delusione, sostenendo che il padre del giocatore avrebbe dovuto informare i vertici del calcio danese sui progressi di Holm, poiché la federazione non aveva abbastanza mezzi per seguire tutti i calciatori eleggibili dalla Danimarca. Ciò nonostante, sempre per mezzo delle parole di Berg, la federazione danese ha lasciato aperte le porte per un futuro in Nazionale dello stesso giocatore.
Holm ha rappresentato quindi la Norvegia a livello Under-15, Under-16, Under-17, Under-18, Under-19 e Under-21. Il 22 marzo 2019 ha effettuato il suo esordio per la Norvegia Under-21, segnando anche due reti nella sconfitta subita per 8-3 contro la Finlandia.

## Statistiche

### Presenze e reti nei club
Statistiche aggiornate al 1º settembre 2022.
| Stagione         | Club              | Campionato       | Campionato | Campionato | Coppe nazionali | Coppe nazionali | Coppe nazionali | Coppe continentali | Coppe continentali | Coppe continentali | Supercoppe | Supercoppe | Supercoppe | Totale | Totale |
| Stagione         | Club              | Comp             | Pres       | Reti       | Comp            | Pres            | Reti            | Comp               | Pres               | Reti               | Comp       | Pres       | Reti       | Pres   | Reti   |
| ---------------- | ----------------- | ---------------- | ---------- | ---------- | --------------- | --------------- | --------------- | ------------------ | ------------------ | ------------------ | ---------- | ---------- | ---------- | ------ | ------ |
| 2020-2021        | Vitória Guimarães | PL               | 16         | 0          | CP+CdL          | 1+0             | 0               | -                  | -                  | -                  | -          | -          | -          | 17     | 0      |
| ago.-dic. 2021   | Rosenborg         | ES               | 15         | 3          | CN              | 2               | 0               | UECL               | 4                  | 2                  | -          | -          | -          | 21     | 5      |
| gen.-set. 2022   | Rosenborg         | ES               | 11         | 1          | CN              | 0               | 0               | -                  | -                  | -                  | -          | -          | -          | 11     | 1      |
| Totale Rosenborg | Totale Rosenborg  | Totale Rosenborg | 26         | 4          |                 | 2               | 0               |                    | 4                  | 2                  |            | -          | -          | 32     | 6      |
| set. 2022-2023   | Stade Remis       | L1               | 0          | 0          | CF              | 0               | 0               | -                  | -                  | -                  | -          | -          | -          | 0      | 0      |
| Totale           | Totale            | Totale           | 42         | 4          |                 | 3               | 0               |                    | 4                  | 2                  |            | -          | -          | 49     | 6      |